# National Hockey League 1941/1942
National Hockey League 1941/1942 var den 25:e säsongen av NHL. 7 lag spelade 48 matcher i grundserien innan Stanley Cup inleddes den 21 mars 1942. Stanley Cup vanns av Toronto Maple Leafs som tog sin 4:e titel, efter finalsegern mot Detroit Red Wings med 4-3 i matcher. Detroit ledde finalserien med 3-0 i matcher, men Toronto vände och vann. Det var första gången ett lag vänt ett 0-3 underläge till vinst i Stanley Cup-slutspelet.
New York Americans bytte namn till Brooklyn Americans och gjorde sin sista säsong i NHL. Sen skulle det dröja till säsongen 1967/1968 innan det blev några nya lag som spelade i NHL.
Detta var även säsongen då spolning av isen i periodpauserna blev obligatoriskt i NHL.

## Grundserien
| Nr | Lag                 | S  | V  | O | F  | GM  | IM  | MS  | P  |
| -- | ------------------- | -- | -- | - | -- | --- | --- | --- | -- |
| 1  | New York Rangers    | 48 | 29 | 2 | 17 | 177 | 143 | +34 | 60 |
| 2  | Toronto Maple Leafs | 48 | 27 | 3 | 18 | 158 | 136 | +22 | 57 |
| 3  | Boston Bruins       | 48 | 25 | 6 | 17 | 160 | 118 | +42 | 56 |
| 4  | Chicago Black Hawks | 48 | 22 | 3 | 23 | 145 | 155 | −10 | 47 |
| 5  | Detroit Red Wings   | 48 | 19 | 4 | 25 | 140 | 147 | −7  | 42 |
| 6  | Montreal Canadiens  | 48 | 18 | 3 | 27 | 134 | 173 | −39 | 39 |
| 7  | Brooklyn Americans  | 48 | 16 | 3 | 29 | 133 | 175 | −42 | 35 |

## Poängligan 1941/1942
Not: SM = Spelade matcher, M = Mål, A = Assists, Pts = Poäng
| Spelare       | Lag               | SM | M  | A  | Pts |
| ------------- | ----------------- | -- | -- | -- | --- |
| Bryan Hextall | New York Rangers  | 48 | 24 | 32 | 56  |
| Lynn Patrick  | New York Rangers  | 47 | 32 | 22 | 54  |
| Don Grosso    | Detroit Red Wings | 45 | 23 | 30 | 53  |
| Phil Watson   | New York Rangers  | 48 | 15 | 37 | 52  |
| Sid Abel      | Detroit Red Wings | 48 | 18 | 31 | 49  |

## Slutspelet 1942
6 lag gjorde upp om Stanley Cup-pokalen. Ettan och tvåan i serien spelade semifinal mot varandra om en finalplats i bäst av 7 matcher. Trean spelade mot fyran och femman spelade mot sexan i kvartsfinalserier i bäst av 3 matcher, där vinnarna spelade mot varandra i en semifinalserie i bäst av 3 matcher. Finalserien spelades i bäst av 7 matcher.
Kvartsfinaler
Boston Bruins vs. Chicago Black Hawks
| Datum   | Hemma               | Mål | Borta               | Mål | Not      |
| ------- | ------------------- | --- | ------------------- | --- | -------- |
| 22 mars | Chicago Black Hawks | 1   | Boston Bruins       | 2   | SD 06:51 |
| 24 mars | Boston Bruins       | 0   | Chicago Black Hawks | 4   |          |
| 26 mars | Boston Bruins       | 3   | Chicago Black Hawks | 2   |          |

Boston Bruins vann kvartsfinalserien med 2-1 i matcher.
Detroit Red Wings vs. Montreal Canadiens
| Datum   | Hemma              | Mål | Borta              | Mål |
| ------- | ------------------ | --- | ------------------ | --- |
| 22 mars | Detroit Red Wings  | 2   | Montreal Canadiens | 1   |
| 24 mars | Montreal Canadiens | 5   | Detroit Red Wings  | 0   |
| 26 mars | Detroit Red Wings  | 6   | Montreal Canadiens | 2   |

Detroit Red Wings vann kvartsfinalserien med 2-1 i matcher.
Semifinaler
New York Rangers vs. Toronto Maple Leafs
| Datum   | Hemma               | Mål | Borta               | Mål |
| ------- | ------------------- | --- | ------------------- | --- |
| 21 mars | Toronto Maple Leafs | 3   | New York Rangers    | 1   |
| 22 mars | New York Rangers    | 2   | Toronto Maple Leafs | 4   |
| 24 mars | New York Rangers    | 3   | Toronto Maple Leafs | 0   |
| 28 mars | Toronto Maple Leafs | 2   | New York Rangers    | 1   |
| 29 mars | New York Rangers    | 3   | Toronto Maple Leafs | 1   |
| 31 mars | Toronto Maple Leafs | 3   | New York Rangers    | 2   |

Toronto Maple Leafs vann semifinalserien med 4-2 i matcher
Boston Bruins vs. Detroit Red Wings
| Datum   | Hemma             | Mål | Borta             | Mål |
| ------- | ----------------- | --- | ----------------- | --- |
| 29 mars | Boston Bruins     | 4   | Detroit Red Wings | 6   |
| 31 mars | Detroit Red Wings | 3   | Boston Bruins     | 1   |

Detroit Red Wings vann semifinalserien med 2-0 i matcher

## Stanley Cup-final
Toronto Maple Leafs vs. Detroit Red Wings
| Datum    | Hemma               | Mål | Borta               | Mål | Spelplats                   |
| -------- | ------------------- | --- | ------------------- | --- | --------------------------- |
| 4 april  | Toronto Maple Leafs | 2   | Detroit Red Wings   | 3   | Maple Leaf Gardens, Toronto |
| 7 april  | Toronto Maple Leafs | 2   | Detroit Red Wings   | 4   | Maple Leaf Gardens, Toronto |
| 9 april  | Detroit Red Wings   | 5   | Toronto Maple Leafs | 2   | Detroit Olympia, Detroit    |
| 12 april | Detroit Red Wings   | 3   | Toronto Maple Leafs | 4   | Detroit Olympia, Detroit    |
| 14 april | Toronto Maple Leafs | 9   | Detroit Red Wings   | 3   | Maple Leaf Gardens, Toronto |
| 16 april | Detroit Red Wings   | 0   | Toronto Maple Leafs | 3   | Detroit Olympia, Detroit    |
| 18 april | Toronto Maple Leafs | 3   | Detroit Red Wings   | 1   | Maple Leaf Gardens, Toronto |

Toronto Maple Leafs vann finalserien med 4-3 i matcher

## NHL awards
| 1941–42 NHL awards         | 1941–42 NHL awards                 |
| -------------------------- | ---------------------------------- |
| O'Brien Trophy:            | Detroit Red Wings                  |
| Prince of Wales Trophy:    | New York Rangers                   |
| Calder Memorial Trophy:    | Grant Warwick, New York Rangers    |
| Hart Memorial Trophy:      | Tommy Anderson, Brooklyn Americans |
| Lady Byng Memorial Trophy: | Syl Apps, Toronto Maple Leafs      |
| Vezina Trophy:             | Frank Brimsek, Boston Bruins       |

## All-Star
| Första                             | Position | Andra                               |
| ---------------------------------- | -------- | ----------------------------------- |
| Frank Brimsek, Boston Bruins       | M        | Turk Broda, Toronto Maple Leafs     |
| Earl Seibert, Chicago Black Hawks  | B        | Pat Egan, Brooklyn Americans        |
| Tommy Anderson, Brooklyn Americans | B        | Bucko McDonald, Toronto Maple Leafs |
| Syl Apps, Toronto Maple Leafs      | C        | Phil Watson, New York Rangers       |
| Bryan Hextall, New York Rangers    | HF       | Gordie Drillon, Toronto Maple Leafs |
| Lynn Patrick, New York Rangers     | VF       | Sid Abel, Detroit Red Wings         |
| Frank Boucher, New York Rangers    | Tränare  | Paul Thompson, Chicago Black Hawks  |

### Fotnoter
1. ↑  ”Rauzulu's Street”. Arkiverad från originalet den 27 september 2011. https://web.archive.org/web/20110927023751/http://www.rauzulusstreet.com/hockey/nhlhistory/nhlrules.html. Läst 8 oktober 2011.